# Vpliv jeze na kognicijo
Jeza je primarno in osnovno čustvo v psihologiji. Kaže se na več načinov.

## Vpliv jeze na interpretacije
V raziskavi so Keltner idr. (1993) s pomočjo vprašalnikov, kjer so posameznike v nevtralnem stanju ter pod vplivom jeze ali strahu povpraševali glede verjetnosti za pozitivni ali negativni iztek dogodkov, pokazali, da posamezniki pod vplivom jeze odgovornost za negativni iztek dogodkov v večji meri pripisujejo dejanjem ljudi, v nasprotju s skupino, ki je bila izpostavljena občutkom žalosti in je več odgovornosti pripisovala okoljskim dejavnikom. Kontrolna skupina je bila nekje vmes.
DeSteno idr. (2004) so raziskovali, kako jeza vpliva na ustvarjanje stereotipov glede drugih skupin. Najprej so udeležence razvrstili v dve skupini. Nato so ustvarili več skupkov podpražnih vizualnih dražljajev v katerih so bile združene fotografije članov ali nečlanov skupine in dobrih ali slabih besed v različnih kombinacijah. Udeleženci so morali nato določati, ali se je v določenem skupku prikazala pozitivna ali negativna beseda. Rezultati so pokazali, da so preizkušanci pod vplivom jeze potrebovali več časa za kategoriziranje pozitivne besede, ko je bila ta združena s sliko nečlana, kot s sliko člana. Na podlagi teh ugotovitev so zaključili, da posamezniki pod vplivom jeze podzavestno pripisujejo negativne lastnosti članom drugih skupin.

## Vloga jeze pri čustveni inteligentnosti
Jeza je lahko uporabno čustvo, kadar se znajdemo v situaciji, v kateri je naš cilj "zmagati" oziroma premagati nasprotnika. Jeza v nevarni situaciji sproži agresijo, mi pa se posledično lažje branimo pred napadalcem oziroma hitreje bežimo. Raziskave  pa so pokazale, da je jeza uporabna tudi, kadar se soočamo z drugo osebo. V taki situaciji nam jeza služi kot motivator in kadar se pripravljamo na soočenje smo pogosto nagnjeni k temu, da dvignemo svojo raven jeze, saj mislimo da nam bo jeza kot čustvo koristila pri doseganju cilja. Zanimivo pa je, da smo pri tem zmožni uravnavanja čustev, torej da svojo raven jeze dvignemo le za toliko, kolikor mislimo, da nam bo še koristila. Prav tako je bila jeza v različnih raziskavah  povezana s čustveno inteligenco. Čustvena inteligenca je sposobnost razumeti in uporabljati svoja čustva. Ljudje, ki raje čutijo jezo kot pa veselje v situacijah, ko je jeza primernejše čustvo (npr. ko se z nekom prepiramo, pogajamo,...) imajo višjo čustveno inteligenco in znajo različna čustva, med njimi tudi jezo, uporabljati v svojo korist.

## Vpliv jeze na ustvarjalnost
Raziskave (npr. Miro-Spektor idr. (2011)) kažejo, da lahko ima jeza drugih ljudi pozitivne učinke na posameznikovo ustvarjalnost. Jeza drugih ljudi lahko izboljšuje reševanje analitičnih problemov, kar bi lahko generalizirali na pozitiven učinek jeze drugih ljudi pri reševanju relativno preprostih problemov, ki zahtevajo ozko osredotočenost. Raziskava opozarja tudi na pomembnost tega, kako je jeza izražena.  Če je jeza izražena v obliki sarkazma, lahko to spodbuja kompleksno mišljenje in reševanje ustvarjalnih problemov. Van Kleef, Anastasopoulou in Nijstad (2010) so ugotavljali, da je vpliv jeze drugih ljudi na ustvarjalnost posameznika odvisen od želje posameznika po dobrem razumevanju in ohranjanju razumevanja situacije (ang. epistemic motivation). Izražanje jeze tako izboljšuje ustvarjalnost pri ljudeh, ki imajo močno željo po dobrem razumevanju in ohranjanju razumevanja situacije in jo znižuje pri ljudeh, ki te želje nimajo močno izražene.
Prav tako so raziskave ugotovile, da jeza posameznika, ki je ustvarjalen, lahko vpliva na njegovo ustvarjalnost. Baas, De Dreu, in Nijstad, na primer, pravijo, da je jeza ljudi povezana z relativno nestrukturiranim tvorjenjem idej. Ljudje, ki v času reševanja nalog doživljajo jezo, so bolj ustvarjalni, kot ljudje, ki so žalostni ali nevtralno razpoloženi, a samo na začetku naloge. Tekom reševanja nalog ustvarjalnost ljudi, ki doživljajo jezo, močno upada, kar je najverjetneje posledica izčrpanosti, saj jezni ljudje že na začetku porabijo večji del svoje energije. Večja aktivacije energije res povzroči več idej na začetku naloge, a se kasneje kaže v utrujenosti, kar konkretno zmanjša ustvarjalnost v kasnejših delih naloge. Jezni ljudje tudi poročajo o večji izčrpanosti po končani nalogi.

## Vpliv jeze na učno uspešnost
Raziskovalce je zanimalo vprašanje, ali izražanje jeze učitelja vpliva na učni uspeh učencev. Avtorji Evert A. van Doorn, Gerben A. van Kleef in Joop van der Pligt  so se tako posvetili vprašanju, kako učiteljeva jeza vpliva na učni uspeh učencev. Postavili so hipotezo, da jeza učitelja pozitivno vpliva na znanje, oziroma natančneje učenje učencev. V prvem delu poizkusa je udeležence v sobi, preko računalnika, nagovoril učitelj in razložil pravila testa. Vsak udeleženec je dobil list 100 besednih kombinacij ene besede in ene besede brez pomena. Po 15 minutnem ponavljanju so udeleženci pisali test, na katerem so označili katere od 96 kombinacij so bile na njihovih listih. Po testu so skupino razdelili na dva dela. Prvi del skupine je nato nagovoril učitelj z nekaj nasveti, ki pa je govoril v jeznem tonu, zardel, veliko mahal z rokami in se jezil nad rezultatom. Drugi del skupine je nagovoril učitelj in jim podal nekaj nasvetov, v prijaznem, veselem tonu. Udeleženci so nato vzeli list s kombinacijami domov, ter dobili navodilo, naj ponavljajo kombinacije najmanj pet minut na dan en teden. Po enem tednu so ponovili test in izpolnili vprašalnik o času učenja pretekli teden, in o tem, kakšen se jim je zdel njihov učitelj. Rezultati so pokazali, da je bila na učiteljeve nasvete bolj občutljiva skupina, ki jo je nagovoril jezni učitelj. Prav tako se je ta skupina med tednom učila več kot skupina, ki jo je nagovoril prijazni učitelj. Jezo so učenci torej razumeli kot znak, da je potrebna prilagoditev vedenja, medtem ko veselje nakaže, da je vse v redu. Jezen učitelj torej je torej bolj vzpodbudil učenje otrok, kot pa zadovoljni učitelj s prijaznim pristopom. Tako rezultati študije nasprotujejo splošno sprejetemu dejstvu, da jeza vpliva le negativno na učno uspešnost učencev.

## Jeza in glasba
Že od nekdaj je znano, da glasba vpliva na naše doživljanje posameznih čustev. Že stari Grki so z njeno pomočjo znali pripraviti posameznika, da so storili samomor. Glede vpliva glasbe na jezo je bilo narejenih kar nekaj raziskav, a je na tem področju še vedno precej neznank.
Nekateri avtorji  so ugotovili, da "jezna" glasba sicer lahko sproži jezo, a ne tako močno, kot lahko sproži doživljanje drugih čustev, posebej veselja in žalosti. Drugi raziskovalci  so zaključili, da neprijetna glasba močno vpliva na izraženo stopnjo jeze ob morebitnem provokativnem dražljaju. Hkrati poslušanje prijetne glasbe zmanjša jezen odziv na provokacijo. Po poslušanju za nas neprijetne glasbe je torej več možnosti, da nas bodo določeni dogodki razjezili. V drugi raziskavi  pa so iskali povezavo med doživljanjem glasbe ob različnih razpoloženjskih stanjih. Udeleženci so morali ob poslušanju jazzovskega nastopa Johna Coltranea oceniti, koliko se jim zdi, da skladba izraža jezo. Rezultati kažejo, da so posamezniki, ki so bili bolj negativno razpoloženi, skladbo označili kot bolj jezno. Na občutenje jeze, pa vpliva tudi predhodno poznavanje določenih mnenj o posameznih skladbah in o čustvih, ki jih spremljajo. V eni izmed raziskav so potrdili hipotezo, da so posamezniki, ki so v naprej vedeli, da glasbenik v svojih pesmih želi izraziti jezo, tudi sami ob tem občutili več negativnih čustev. Zato imajo mediji velik vpliv pri doživljanju čustev ob določenih skladbah.
Na Japonskem so raziskovali  povezavo med različnimi čustvi in hitrostjo, barvo, glasnostjo in zapletenostjo poslušane glasbe pri pesmih japonskega, zahodnega in hindujskega izvora. Ugotovili so, da so ne glede na izvor pesmi (večina ni poznala hindujske glasbe) udeleženci prepoznali jezo v skladbah. V drugem delu raziskave so ugotovili, da so udeleženci občutili jezo le ob hitrejšem ritmu, večji zapletenosti in glasnosti pesmi. Odkrili so tudi, da se je občutek jeze prej pojavil pri skladbi zaigrani na brenkalo, kot pa pri skladbi zaigrani na flavto.
V eni izmed raziskav  so iskali povezavo med osebnostnimi potezami in jezo. Rezultati kažejo, da so udeleženci, ki so se na testu osebnostnih potez izkazali za bolj ekstravertne, ob poslušanju glasbe doživljali manj jeze kot tisti, pri katerih je bil izrazitejši nevroticizem. Vzporedno so ugotovili, da večini posameznikov pesem ni bila všeč, če so ob njej občutili jezo.
Nekatere glasbene zvrsti so še posebej znane po jeznih, agresivnih besedilih, ki po mnenju mnogih zvišujejo raven jeze pri posameznikih, vendar raziskave  do sedaj tega niso potrdile.